# 379130 Lopresti
379130 Lopresti è un asteroide della fascia principale. Scoperto nel 2009, presenta un'orbita caratterizzata da un semiasse maggiore pari a 3,1258083 au e da un'eccentricità di 0,2745574, inclinata di 10,77555° rispetto all'eclittica.